# Weberocereus glaber
A Weberocereus glaber egy gyűjteményekben csak ritkán megtalálható közép-amerikai esőerdei kaktusz.

## Elterjedése és élőhelye
Guatemala; Mexikó: Chiapas állam; 1200–1800 m tszf. magasságban.

## Jellemzői
Háromszögletű hajtásokkal rendelkező epifita, a hajtások világoszöldek, finoman bevágottak, konkáv módon hullámos szélűek, 25–35 mm átmérőjűek, sok léggyökeret képeznek. Az areolák kicsik, 30–40 mm távolságban fejlődnek, fiatalon fekete, majd kifehéredő szőrrel borítottak, 1-3 tövise krém vagy barna színű, 1–3 mm hosszú. Virágai 110–140 mm hosszúak, 100–150 mm átmérőjűek, illatosak, a tölcsér 50–65 mm hosszú, zöld vagy sárgászöld. A pericarpium és a tölcsér is pikkelyekkel, fekete gyapjúval és fehér vagy fekete tövisekkel fedett, a tövisek legfeljebb 10 mm hosszúak. A külső szirmok borostyánszínűek vagy zöldek, a belsők fehérek, a bibe és a portokok sárgásak. Termése 70 mm hosszú, 62 mm átmérőjű, világossárga, illatos, gyapjas és tövises. Magjai 1,8×1,1×0,8 mm nagyságúak, barnásfeketék.

## Rokonsági viszonyai
Sok szerző rokonítja ezt a fajt a Selenicereus atropilosus taxonnal; habár virágaik hasonlóak, terméseik eltérő morfológiájúak.